# Тынский храм
 Национальный памятник культуры Чешской Республики (регистрационный номер 103 NP от  1962)
Храм Девы Марии перед Тыном (чеш. Kostel Panny Marie před Týnem — Týnský chrám) — доминанта Староместской площади Праги, главный приходской храм района Старе-Место. Строительство храма началось приблизительно в 1350 году, а окончательно завершилось в 1511 году. В начале XV века Тынский храм стал не только духовным центром Старого Города, но также и главным гуситским костёлом Праги. В 1621 году храм перешёл к иезуитам. В это время у главной статуи была изъята золотая чаша, символ Реформации, и надпись «Правда побеждает».
В основании храма — романские и раннеготические фундаменты. Ещё в XI веке здесь стоял небольшой романский костёл. В XIII веке вместо него была поставлена готическая постройка. В XIV веке было начато строительство храма вновь. Он стал главным храмом Старе-Места. Авторство приписывается Матьё Аррасскому и более молодому Петру Парлеру. Стиль Парлера наглядно виден в кружевах окон главного нефа и западном окне. Готическая архитектура идеально гармонирует с отделкой, которая появилась в последующих веках. Значительная часть интерьера оформлена в стиле барокко.
Алтарь в стиле барокко был выполнен в 1649 году художником Карелом Шкретой.
В храме похоронен астроном Тихо Браге.